# Ilhas Banks
As Ilhas Banks (em Bislamá Bankis) são um grupo de ilhas no norte de Vanuatu. Juntamente com as Ilhas Torres a noroeste, formam a província mais setentrional de Torba. O grupo de ilhas está localizado a cerca de 40 km ao norte de Maewo, e inclui Gaua e Vanua Lava, duas das 13 maiores ilhas de Vanuatu. Em 2009, as ilhas tinham uma população de 8.533 habitantes. A área terrestre combinada do grupo de ilhas é de 780 km2.

## Geografia
A maior ilha é Gaua (antigamente chamada de Santa Maria), que possui um terreno acidentado, elevando-se até o Monte Gharat, um vulcão ativo no centro da ilha, a 797 m. Em Gaua, o lago Letas está situado em uma cratera vulcânica e é o maior lago de Vanuatu. Uma ilha um pouco menor do grupo, Vanua Lava, é mais alta, com 946 m; ela também possui um vulcão ativo: o Monte Suretamate (também grafado como Süretimiat ou Sere'ama, 921 m). A leste de Vanua Lava encontram-se duas pequenas ilhas do grupo, Ravenga e Kwakéa (também grafado Qakea). Sola, a capital provincial, está em Vanua Lava. A terceira maior ilha do grupo, Uréparapara (também conhecida como Parapara), é um antigo cone vulcânico que foi aberto pelo mar, formando uma baía, conhecida como Baía dos Mergulhadores, na sua costa leste.
A leste dessas ilhas maiores, encontram-se várias ilhas menores. A mais ao norte delas, 50 km a nordeste de Uréparapara, é Vet Tagde (também conhecida como Vot Tande ou Vat Ganai), que é um vulcão extinto que entrou em erupção pela última vez há 3,5 milhões de anos. Outras pequenas ilhas nessa cadeia oriental do grupo das Ilhas Banks incluem as Ilhas Rowa (também chamadas de Ilhas do Recife), que são algumas ilhas muito pequenas e baixas em um atol de coral. Mota Lava é a maior e mais alta (411 m) dessa cadeia oriental de ilhas; ao largo da sua costa sul, ligada por corais altos que podem ser atravessados a pé durante a maré baixa, está a minúscula ilha de Ra. As ilhas de Mota, Merig e Mere Lava completam a parte sudeste do arquipélago.

## Ilhas
| Nome da Ilha | Área (km2) | População | Capital          | Ponto mais elevado | Altura (m) | Município    | Coordenadas                   |
| Vot Tande    | 0.24       | -         | -                | ...                | 76         | Mota Lava    | 13° 15′ 33″ S, 167° 38′ 34″ L |
| Uréparapara  | 39         | 437       | Ley (Lesereplag) | Monte Towlap       | 764        | Uráparapara  | 13° 32′ S, 167° 20′ L         |
| Vanua Lava   | 330        | 2623      | Sola             | Monte Suretamate   | 921        | Vanua Lava   | 13° 48′ S, 167° 28′ L         |
| Mota         | 9.5        | 683       | Veverao          | Monte Tawe         | 411        | Mota         | 13° 51′ S, 167° 42′ L         |
| Mota Lava    | 31         | 1451      | Lahlap           | Monte Tuntog       | 243        | Mota Lava    | 13° 39′ S, 167° 42′ L         |
| Ra           | 0.5        | 189       | Ra               | ...                | ...        | Mota Lava    | 13° 43′ S, 167° 37′ L         |
| Mere Lava    | 15         | 647       | Tasmate          | Monte Teu          | 833        | Mere Lava    | 14° 27′ S, 168° 04′ L         |
| Gaua         | 330        | 2491      | Jolap            | Monte Gharat       | 767        | Gaua         | 14° 15′ 54″ S, 167° 31′ 12″ L |
| Merig        | 0.5        | 12        | Levolvol         | ...                | 125        | Mere Lava    | 14° 19′ S, 167° 48′ L         |
| Rowa         | 0.1        | -         | -                | ...                | 2          | Mota Lava    | 13° 37′ S, 167° 31′ L         |
| Ilhas Banks  | 780        | 8.533     | Sola             | Monte Suretamate   | 921        | 6 municípios | 13° 55′ S, 167° 34′ L         |

## Economia
A principal atividade econômica é a agricultura de subsistência, embora copra, café e (em Gaua) cacau sejam cultivados para exportação. Os depósitos de enxofre do Monte Suretamate em Vanua Lava foram anteriormente explorados por uma empresa francesa. O turismo está se tornando cada vez mais importante nas ilhas, que podem ser alcançadas por avião.

## Transporte
Existem aeroportos em Mota Lava, Vanua Lava e Gaua, servidos pela Air Vanuatu, que opera alguns voos semanais, e pela Air Taxi Vanuatu, conforme solicitado. Navios chegam a essas ilhas, principalmente para coletar os produtos exportados, mas também transportam passageiros.

## História

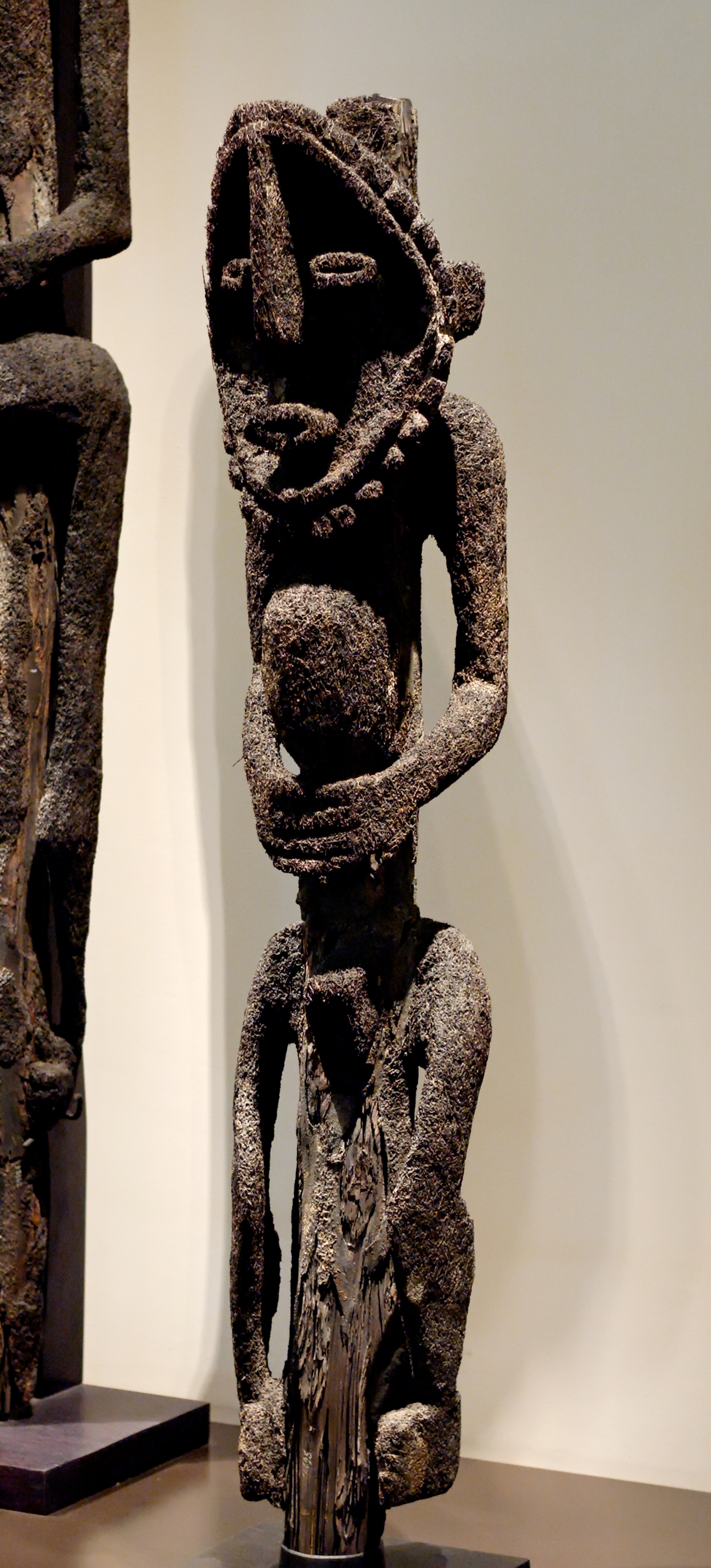
Estátua de samambaia de um espírito em Gaua, século XIX

Como no resto de Vanuatu, as Ilhas Banks foram inicialmente povoadas por volta do século XII a.C. por navegadores austronésios pertencentes à cultura Lapita. Arqueólogos encontraram antiga obsidiana em Mota Lava, Vanua Lava e Gaua, e encontraram cerâmica Lapita em Mota Lava.
Entre 25 e 29 de abril de 1606, as Ilhas Banks se tornaram a primeira parte de Vanuatu a ser descoberta por um explorador europeu: uma expedição espanhola liderada pelo explorador português Pedro Fernández de Quirós navegou além de Mere Lava e parou em Gaua antes de desembarcar na ilha de Espírito Santo e estabelecer uma colônia de curta duração lá. Mere Lava foi cartografada como San Marcos, Mota Lava como Lágrimas de San Pedro, Vanua Lava como Portal de Belén, e Gaua como Santa María.
O Capitão James Cook explorou Vanuatu em 1774 e acreditou ter visto toda a cadeia de ilhas, mas ele não viu as Ilhas Banks. Elas foram exploradas por William Bligh, da Marinha Britânica, e nomeadas em homenagem ao seu patrono, Sir Joseph Banks. Elas foram cartografadas por Matthew Flinders. Vanua Lava foi explorada pela primeira vez por um bispo neozelandês, George Augustus Selwyn, em 1859.

## Idiomas
Os habitantes das Ilhas Banks falam 15 idiomas diferentes. Vários são ameaçados, sendo falados por no máximo algumas centenas — e, em alguns casos, por apenas um punhado — de últimos falantes.
Todos esses idiomas pertencem ao subgrupo Oceânico da família linguística Austronésia.
| Ilha        | Idioma  | Nº de falantes |
| ----------- | ------- | -------------- |
| Uréparapara | Lehali  | 200            |
| Uréparapara | Löyöp   | 240            |
| Mota Lava   | Volow   | 1              |
| Mota Lava   | Mwotlap | 2100           |
| Vanua Lava  | Lemerig | 2              |
| Vanua Lava  | Vera'a  | 500            |
| Vanua Lava  | Vurës   | 2000           |
| Vanua Lava  | Mwesen  | 10             |
| Mota        | Mota    | 750            |
| Gaua        | Nume    | 700            |
| Gaua        | Dorig   | 300            |
| Gaua        | Koro    | 250            |
| Gaua        | Olrat   | 3              |
| Gaua        | Lakon   | 800            |
| Mere Lava   | Mwerlap | 1100           |